# Vilaboa
Vilaboa – gmina w Hiszpanii, w prowincji Pontevedra, w Galicji, o powierzchni 36,89 km². W 2011 roku gmina liczyła 5965 mieszkańców.